# 英國遠征軍聯合部隊

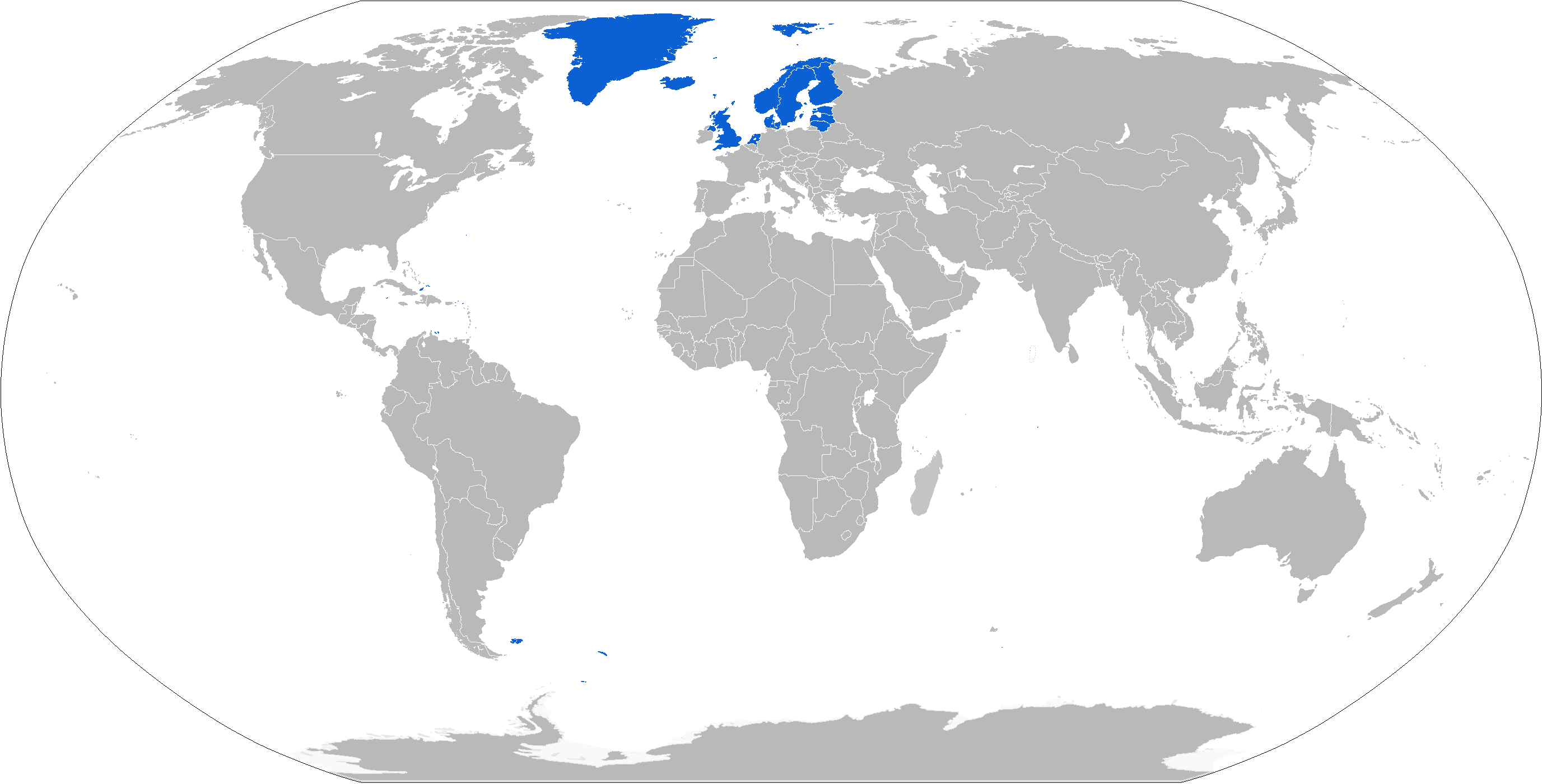
參與成员国

英国远征军联合部队（英語：Joint Expeditionary Force，簡稱JEF）是联合王国领导的陆战队远征部队，參與國家依需求可能包括有瑞典、丹麦、芬兰、爱沙尼亚、拉脱维亚、立陶宛、荷兰及挪威。

## 历史
由当时的英國國防參謀長大卫.理查兹於2012年宣佈建立JEF。 JEF改組自聯合快速反應部隊(JRRF)，乃源自於於英国把重点放在阿富汗和伊拉克行动。
英國的JEF人员和设备組成包含皇家海军、皇家海军陆战队、英国陸军和皇家空军提供，設計目標在於更高水準地結合，尤以与他國之武装部队結合為要。
多国參與使JEF計劃公开，並作为北约的倡议在2014年九月威尔士州首脑会议上推出，归入新的「聯盟国家概念」范畴中。 在北大西洋公约组织內，德国、英国和意大利作为联盟成員國的盟友提出共同发展力量。
在2014年九月的英國國防大臣房應麟宣布签署協定，意图加入丹麦、爱沙尼亚、拉脱维亚、立陶宛、荷兰、挪威參與JEF的建立，並定目標於2018年之前使其完全运作。
在2015年十月初，瑞典国防大臣表示，非正式提議出瑞典加入联合远征军，即使至今仍没有正式的进程存在，而当他被议会传唤時，确认政府是否在沒有通知議會下参与加入JEF的正式谈判。 2017年六月22日，瑞典政府确认，瑞典将加入联合远征軍。

## 要求
JEF目的是创建一个在英国的军事協定内，围绕其现有高度戒备能力構建，並容許合作伙伴加入。 假若需要的话，英国意图能完全融合JEF合作伙伴的資金，並在2018年之前可以立即部署。 它的设计与以下要求： 
"a.一个和盟国共同行动，但同時能够单独采取行动"
"b.優化装备，但不是僅限在平台"
"c.适应环境变化"

## 国际合作伙伴
包括英国武装部队，下列八个国家会形成JEF必需構成。
- 丹麦：丹麦国防部队
- 爱沙尼亚：愛沙尼亞國防軍
- 芬兰：芬兰国防部队
- 拉脱维亚：拉脱维亚国家武装部队
- 立陶宛：立陶宛武装部队
- 荷兰：荷兰武装部队
- 挪威：挪威武装部队
- 瑞典：瑞典武装部队

## 参看
- 联合军陆战队远征部队(海上)
- 联合军陆战队远征部队
- 联合快速反应部队